# Ньютон, Артур (1883—1950)
Артур Льюис Ньютон (англ. Arthur Lewis Newton; 31 января 1883, Аптон, Массачусетс — 19 июля 1950, Вустер, Массачусетс) — американский легкоатлет, чемпион и призёр летних Олимпийских игр 1904.
Сначала Ньютон участвовал в летних Олимпийских играх 1900 в Париже. Он занял четвёртое место в беге на 2500 м с препятствиями и пятую позицию в марафоне.
На Играх 1904 в Сент-Луисе Ньютон участвовал в трёх дисциплинах. Он занял первое место в командной гонке на 4 мили, и в итоге его команда стала лучшей, выиграв золотые медали. Кроме того, он занимал третьи места в марафоне и в гонке на 2590 м с препятствиями, получив ещё две бронзовые награды.